# جيداء (اسم)
جَيْداء اسم عربي علم مؤنث. من الجِيد وهو العُنق. والجيداء: الحَسْناء الطويلة العنق. وهي صفةً حسنةً في المَرأَةَ.